# Sanctuaire Hikawa (Kawagoe)
Le sanctuaire Hikawa (japonais : 氷川神社, anglais : Hikawa Shrine) est un sanctuaire shinto à Kawagoe, Saitama. Afin de le différencier du sanctuaire du même nom à Omiya, ville de Saitama, il est généralement appelé Sanctuaire Kawagoe Hikawa. Le sanctuaire est connu pour son Reitaisai, un festival (matsuri) à l'origine du festival de Kawagoe, faisant partie des Biens culturels intangibles nationaux importants (National Important Intangible Folk Cultural Property) du Japon, ainsi que de la liste représentative du patrimoine culturel immatériel de l'humanité de l'UNESCO. Il est également célèbre pour son "corridor de carillons à vent".

## Histoire
Le sanctuaire Hikawa est fondé sous le règne de l'empereur Kinmei, en 541, et gagne rapidement une grande influence.
Depuis 1457 et la fondation du château de Kawagoe par Ota Doshin et Ota Dokan, le sanctuaire est adoré par les seigneurs successifs du domaine de Kawagoe comme abritant l'esprit protecteur de la ville et du château. Le bâtiment principal du sanctuaire a des sculptures élaborées, offertes par Matsudaira Naritsune, seigneur de Kawagoe, en 1849.
La torii mesure 15 mètres de haut, ce qui en fait une des plus hautes torii en bois du Japon. Il s'y trouve des inscriptions de Katsu Kaishu.

## Croyance shintoïste
Le sanctuaire est dédié aux esprits de cinq divinités : Susanoo-no-mikoto, sa femme Kushinada-hime, et Onamuchino-mikoto, leur fils. Les parents de Kushinada-hime, Ashinaduchi-no-mikoto et Tenaduchi-no-mikoto, s'y trouvent également. Comme ces divinités forment une famille, dont deux couples, les croyants venant prier dans le sanctuaire Hikawa espèrent recevoir bonne fortune dans le mariage et la vie familiale.

## Événements
- Le 8e jour de chaque mois a 8h08, ainsi que le 4e samedi de chaque mois, les croyants viennent prier pour favoriser la rencontre avec l’être aimé. Le chiffre 8 est considéré comme portant chance.

- Le 14 octobre se produit le plus grand festival du sanctuaire, le Reitaisai.

- Le 3e week-end d'octobre se déroule le festival de Kawagoe, pendant lequel des chars richement décorés paradent à travers le château et la ville de Kawagoe.

- Les 31 juillet et 31 décembre ont lieu la Grande purification.

- En juillet, août et septembre, le festival des carillons à vent voit se multiplier les carillons dans tout le sanctuaire: On y trouve des plaques en bois contenant les vœux des visiteurs.